# گورستان‌گرد

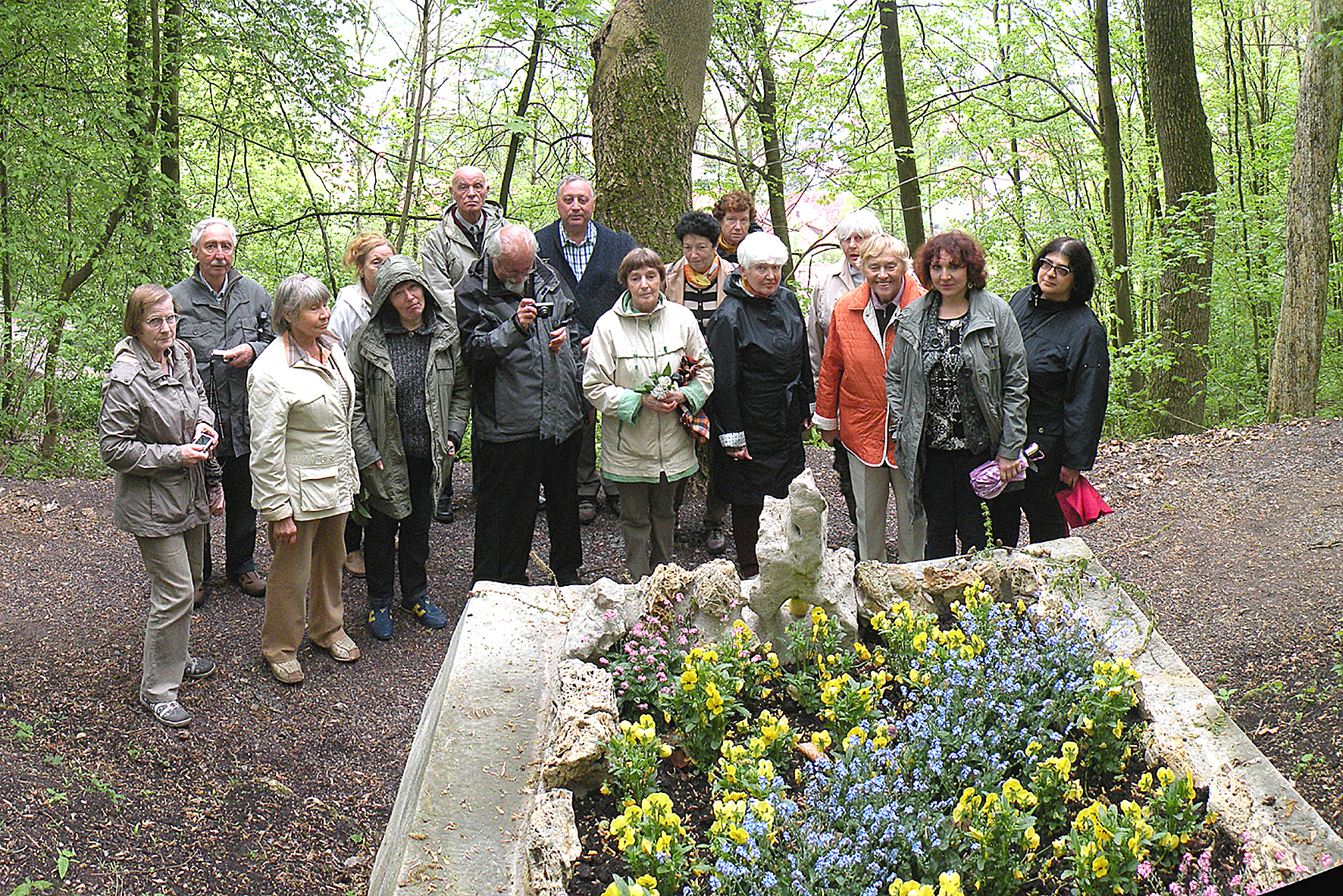
گورستان‌گرد

گورستان‌گرد به فردی گفته می‌شود که به بررسی تاریخچه، دیدن، لمس و عکاسی کردن از گورنوشته‌ها علاقه‌مند است. اسکات استنتون، نویسنده و شرح‌حال‌نویس، از این عنوان برای وبگاه و کتاب خود گورستان‌گرد: نوازندگان (۲۰۰۳) استفاده کرده‌است.
برخی از گورستان‌گردها علاقهٔ ویژه‌ای به جنبه‌های تاریخیِ گورستان یا ارتباط تاریخیِ مردگان آن دارند. آرامگاه رکوله‌تا در بوئنوس آیرس آرژانتین و گورستان مرکزی (به آلمانی: Zentralfriedhof) در وین، اتریش گور تعداد زیادی از مشاهیر را در خود دارند که همین موضوع، آن‌ها را تبدیل به مقاصد توریستیِ مهمی کرده‌است.